# 俞泾浦
俞泾浦是中華人民共和國上海市虹口區的一條河流，南至大名路與虹口港相接，北至走馬塘與西泗塘相接，全長6.5公里。20世紀70年代以來，俞泾浦淤塞嚴重，生活垃圾和生產污水排入河中，導致俞泾浦河道淤塞，河水惡臭。1996年，虹口區對俞泾浦實施疏浚。